# Minimum – Maximum
Minimum – Maximum är ett dubbelt livealbum av den tyska gruppen Kraftwerk, utgivet 2005. Låtarna är inspelade i olika städer under deras turné 2003 och 2004.

## Låtlista
Minimum – Maximum släpptes i en tysk och en engelsk utgåva. Skillnaden på dessa båda utgåvor är att låtarna "The Model", "Radio-Activity", "Trans-Europe Express", "Pocket Calculator" och "The Robots" är inspelade på engelska respektive tyska på de två albumen. Minimum – Maximum är ugivet på CD, DVD och LP.

### Engelska utgåvan

#### CD 1
1. "The Man-Machine" (Karl Bartos, Florian Schneider, Ralf Hütter) – 7:55
2. "Planet of Visions" (Fritz Hilpert, Hütter, Florian Schneider) – 4:45
3. "Tour de France (Étape 1)" (Hilpert, Hütter, Maxime Schmitt, Schneider) – 4:22
4. "Chrono" (Hilpert, Hütter, Schneider, Schmitt) – 1:29
5. "Tour de France (Étape 2)" (Hilpert, Hütter, Schmitt, Schneider) – 4:48
6. "Vitamin" (Hilpert, Hütter) – 6:41
7. "Tour de France" (Bartos, Hütter, Schmitt, Schneider) – 6:18
8. "Autobahn" (Hütter, Schneider, Emil Schult) – 8:51
9. "The Model" (Bartos, Hütter, Schult) – 3:41
10. "Neon Lights" (Bartos, Hütter, Schneider) – 5:58

#### CD 2
1. "Radioactivity" (Hütter, Schneider, Schult) – 7:41
2. "Trans-Europe Express" (Hütter, Schult) – 5:01
3. "Metal on Metal" (Hütter) – 4:28
4. "Numbers" (Bartos, Hütter, Schneider)– 4:27
5. "Computer World" (Bartos, Hütter, Schneider) – 2:55
6. "Home Computer" (Bartos, Hütter, Schneider) – 5:55
7. "Pocket Calculator" (Bartos, Hütter, Schneider) – 2:58
8. "Dentaku" (Bartos, Hütter, Schneider) – 3:15
9. "The Robots" (Bartos, Hütter, Schneider) – 7:23
10. "Elektro Kardiogramm" (Hilpert, Hütter) – 4:41
11. "Aéro Dynamik" (Hilpert, Hütter, Schneider, Schmitt) – 7:14
12. "Musique Non-Stop" (Bartos, Hütter, Schneider) – 9:51

### Tyska utgåvan

#### CD 1
1. "Die Mensch-Maschine" (Karl Bartos, Florian Schneider, Ralf Hütter) – 7:55
2. "Planet der Visionen" (Fritz Hilpert, Hütter, Florian Schneider) – 4:45
3. "Tour de France (Étape 1)" (Hilpert, Hütter, Maxime Schmitt, Schneider) – 4:22
4. "Chrono" (Hilpert, Hütter, Schneider, Schmitt) – 1:29
5. "Tour de France (Étape 2)" (Hilpert, Hütter, Schmitt, Schneider) – 4:48
6. "Vitamin" (Hilpert, Hütter) – 6:41
7. "Tour de France" (Bartos, Hütter, Schmitt, Schneider) – 6:18
8. "Autobahn" (Hütter, Schneider, Emil Schult) – 8:51
9. "Das Model" (Bartos, Hütter, Schult) – 3:41
10. "Neonlicht" (Bartos, Hütter, Schneider) – 5:58

#### CD 2
1. "Radioaktivität" (Hütter, Schneider, Schult) – 7:41
2. "Trans-Europa Express" (Hütter, Schult) – 3:21
3. "Abzug" (Hütter) – 1:40
4. "Metall auf Metall" (Hütter) – 4:28
5. "Nummern" (Bartos, Hütter, Schneider) – 4:27
6. "Computerwelt" (Bartos, Hütter, Schneider, Schult) – 2:55
7. "Heimcomputer" (Bartos, Hütter, Schneider) – 5:55
8. "Taschenrechner" (Bartos, Hütter, Schneider) – 2:58
9. "Dentaku" (Bartos, Hütter, Schneider) – 3:15
10. "Die Roboter" (Bartos, Hütter, Schneider) – 7:23
11. "Elektro-Kardiogramm" (Hilpert, Hütter) – 4:41
12. "Aero Dynamik" (Hilpert, Hütter, Schneider, Schmitt) – 7:14
13. "Music Non-Stop" (Bartos, Hütter, Schneider) – 9:51